# ゼミナール

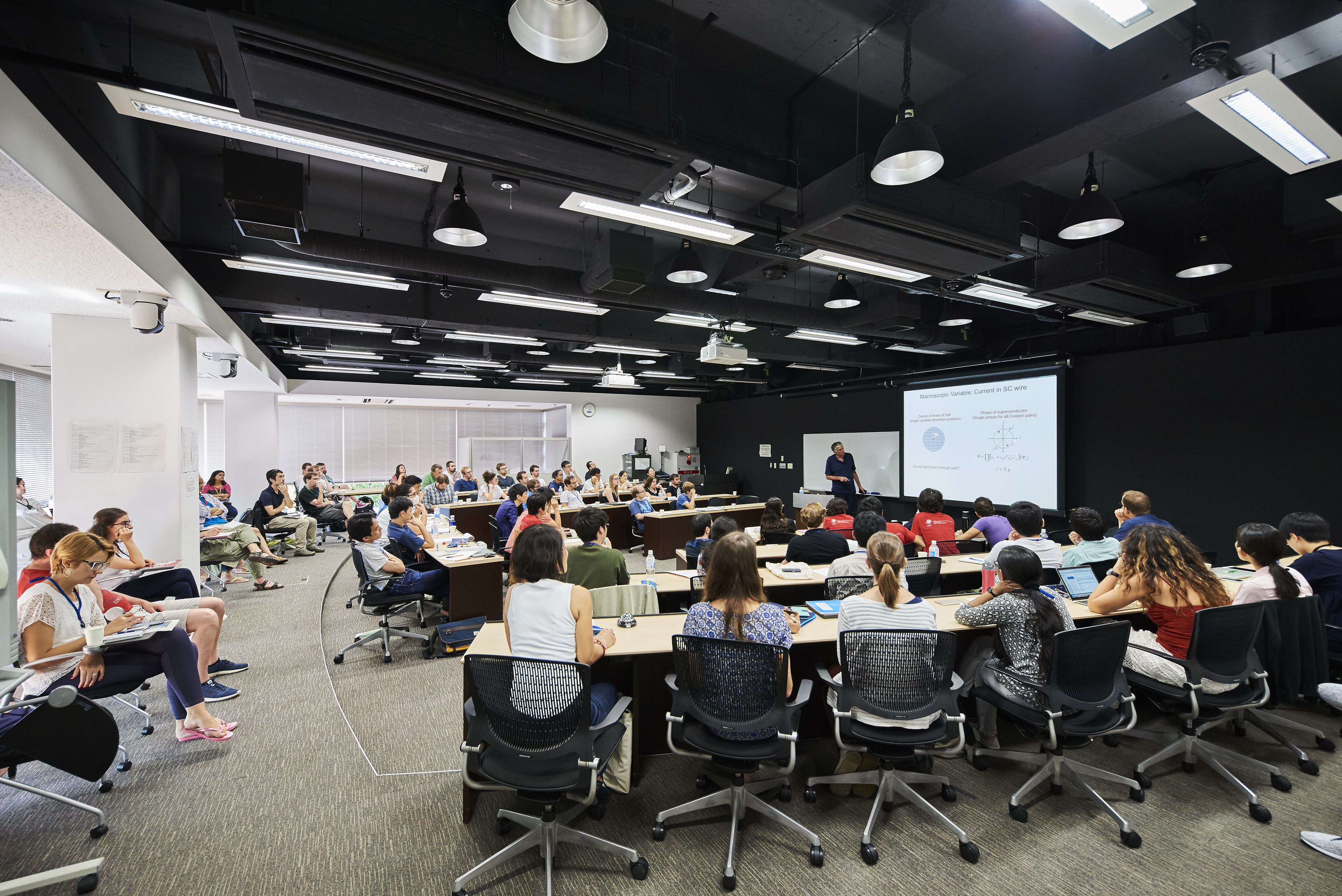
沖縄科学技術大学院大学のゼミナール

ゼミナール（独）／セミナー（英）（seminar, 略称：ゼミ）は、以下に示す通り大別される。

## 意味での分類

### 演習
演習 - 大学などの高等教育にて行われる授業科目。担当教員の名前を冠して「○○ゼミ」と呼ばれることが多い。
- 一方的に教員の講釈を聞く講義に対して、少人数でテーマに関する報告・議論、講読を行うことを基本としている。
- （教員に指名されて解答する、教員や同席者への質疑応答が可能なので）双方向性・相互啓発性の高い状況において専門的な内容を学び取ることをねらいとする。
- 日本の大学においては、専門分野のゼミナールと一般教養ゼミナールの2種類がある場合が多い。また専門分野においては、作成した論文を卒業論文として扱う場合もある。
- 進行の過程上、合宿の機会を設けて集中型ゼミナールを行う場合もある。
- 理学部、工学部や農学部では「研究室」にあたる。

### 講座等
「講座」・「講習」・「研修」の意味で使われるもの。
- 塾・予備校名
  - 日本においては、大学受験に備えることを売りにする受験予備校の学校名に用いられることがある（代々木ゼミナール、早稲田ゼミナール、新宿セミナーなど）。
- 講座名
  - 学校教育等
    - 学校において、本来の授業よりも深く学ぶことを目的としたもの。
    - 塾や予備校における、教科・科目別講座の総称（「英語ゼミ」など）。
    - 通信教育講座の名称。「○○ゼミ」というふうに呼ばれる（ベネッセコーポレーション「進研ゼミ」、小学館集英社プロダクション「ドラゼミ」など）。

  - 企業等関係
    - 公募型で行われる講師対受講者の形式をとって行われるもので、社会人養成講座など。特に「○○セミナー」という表現が用いられる場合がある（就活セミナー、投資セミナー、スキルアップセミナー、自己啓発セミナーなど）。
    - 企業の従業員雇用において、実質は採用説明会でありながら、何らかの理由でそれを名乗れない場合にこの表現が用いられることがある（「業研セミナー」など）。

  - 学会、研究会などの講演会
    - 学会（学術会議）、シンポジウム（発表会、討論会）などと並行した概念。
- 雑誌名
  - 教育系雑誌の名称（日本評論社の数学セミナー、法学セミナー、経済セミナーなど）。

## 開催形態での分類
- セミナールームや会議室などの会場での開催
- インターネット上での開催（ウェビナー参照）